# Hasanbek Rustamjonov
Hasanbek Rustamjonov (* 7. Juli 2007) ist ein usbekischer Hürdenläufer, der sich auf die 400-Meter-Distanz spezialisiert hat.

## Sportliche Laufbahn
Erste internationale Erfahrungen sammelte Hasanbek Rustamjonov im Jahr 2025, als er bei den Asienmeisterschaften in Gumi mit 52,12 s in der Vorrunde über 400 m Hürden ausschied und mit der usbekischen Mixed-Staffel über 4-mal 400 Meter in 3:28,67 min den achten Platz belegte. 
2024 wurde Rustamjonov usbekischer Meister im 400-Meter-Hürdenlauf sowie in der 4-mal-400-Meter-Staffel.

## Persönliche Bestleistungen
- 400 m Hürden: 52,03 s, 15. Mai 2025 in Taschkent